# Relations entre la Croatie et le Monténégro
Les relations entre la Croatie et le Monténégro sont relativement amicales depuis la fin de la guerre d'indépendance croate, bien qu'un différend frontalier subsiste entre les deux États.
La Croatie dispose d'une ambassade à Podgorica et d'un consulat général à Kotor tandis que le Monténégro dispose d'une ambassade à Zagreb.

## Histoire
En 2002, les deux pays signent un accord provisoire concernant le sort de la péninsule de Prevlaka à l'entrée des Bouches de Kotor, en faveur de la Croatie, ce qui permet le retrait de la mission d'observation des Nations unies. La Croatie et le Monténégro s'accordent par ailleurs à régler leurs différends frontaliers devant la Cour internationale de justice de La Haye.
La Croatie reconnaît l'indépendance du Monténégro le 12 juin 2006. Des relations diplomatiques formelles sont établies le 7 juillet 2006.